# Ensino médio
O ensino médio é um nível de ensino com características diferentes conforme o país. Em alguns países, corresponde a um nível de ensino pré-secundário, em outros países, a totalidade do ensino secundário, já em outros países, a parte do ensino secundário, sendo ministrado a estudantes com idades compreendidas entre os 10 e os 18 anos conforme o país.

## Brasil
O ensino médio no Brasil (antigamente chamado de ensino de segundo grau) corresponde desde 1996 à última fase da educação básica, cuja finalidade é o aprofundamento dos conhecimentos adquiridos no ensino fundamental, bem como a formação do cidadão para etapas posteriores da vida.
A Lei nº 9394, de 31 de dezembro de 1996, denominada Lei de Diretrizes e Bases da Educação Nacional (LDB), estabelece sua regulamentação específica e a composição curricular mínima obrigatória. As Diretrizes Curriculares Nacionais DCNEM - Resolução CNE/CEB 2/2024, regulamentam esta oferta, com diretrizes operacionais.

## Portugal
Em Portugal, o ensino médio constituía o nível superior do ensino técnico profissional, constituindo um dos antecessores do atual ensino politécnico. Entrou em extinção em meados da década de 1970, quando da progressiva transformação dos seus estabelecimentos de ensino em escolas de ensino superior. 
Dividia-se em ensino médio industrial, em ensino médio comercial e em ensino médio agrícola. O primeiro era ministrado em institutos industriais e destina-se a formar auxiliares de engenharia nas áreas de eletrotecnia e máquinas, construções civis e minas e química industrial. O ensino comercial destinava-se a formar auxiliares de administração e contabilistas, sendo ministrado em institutos comerciais. O terceiro destinava-se a preparar regentes agrícolas. Existiram também institutos industriais e comerciais que ministravam tanto o ensino industrial como o comercial.
Este tipo de ensino entrou em extinção, a seguir ao 25 de abril de 1974, com a sucessiva transformação das suas escolas em estabelecimentos de ensino superior. As dificuldades surgidas com o desaparecimento do ensino médio levaram à criação do ensino politécnico onde acabaram por ser integradas as antigas escolas de ensino médio. O ensino médio foi definitivamente extinto em Portugal com a entrada em vigor da Lei de Bases do Sistema Educativo publicada em 1986.

## Outros países

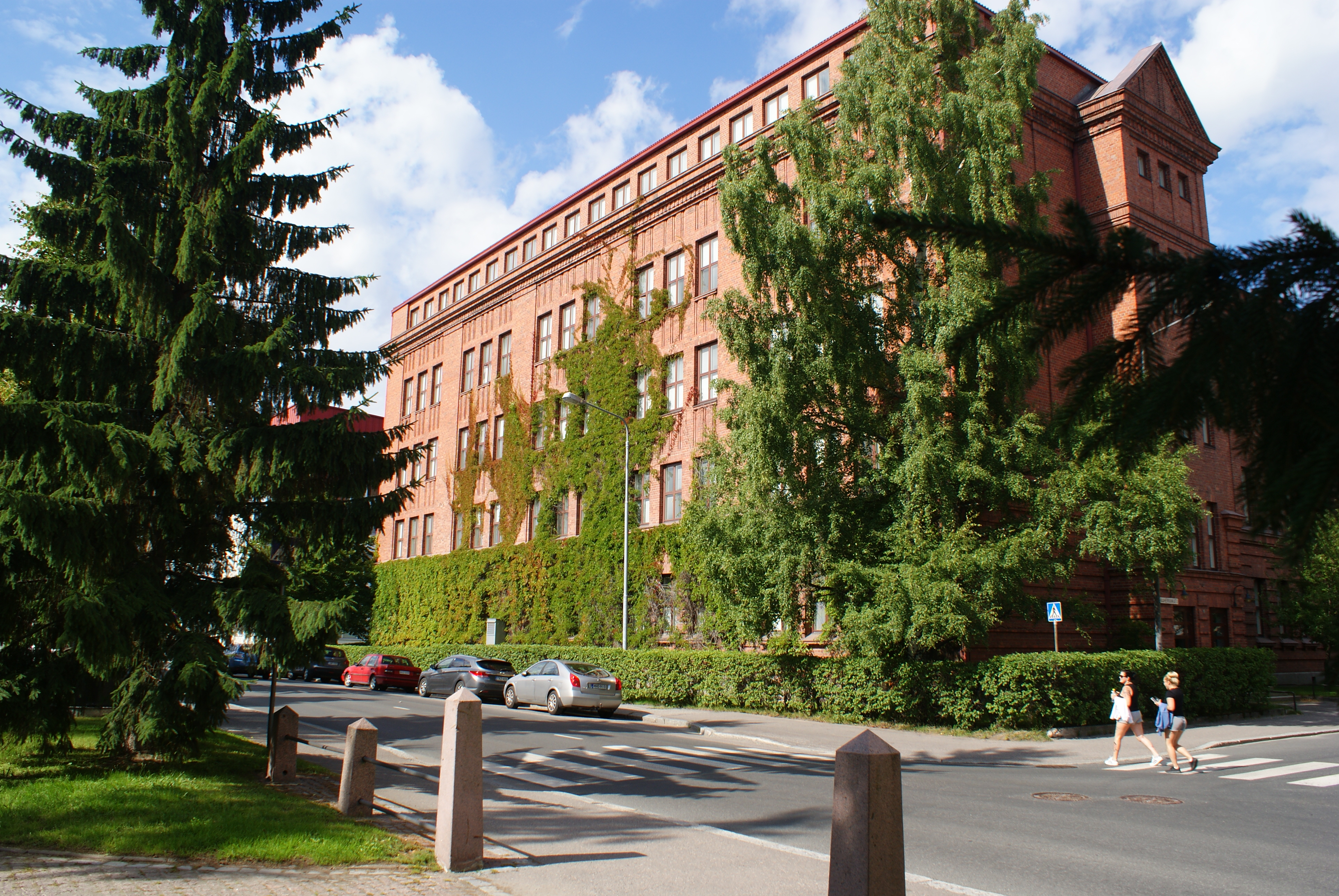
Escola Kallavesi, uma escola secundária em Kuopio, Finlândia.

Na maioria dos países, onde o ensino médio existe com esta designação, o mesmo corresponde a um nível de ensino pré-secundário, aproximadamente correspondente aos 2º e 3º ciclos do ensino básico de Portugal ou aos quatro anos finais do ensino fundamental do Brasil. Normalmente, é ministrado a jovens com idades entre os 10 e os 15 anos. O ensino médio com estas caraterísticas existe em países como Alemanha, Canadá, China, Estados Unidos, Itália, Lituânia, Países Baixos, Reino Unido e Turquia.
Em outros países, contudo, o ensino médio corresponde a outros níveis de ensino. Em países como o Chile e a Hungria, o ensino médio corresponde aproximadamente ao ensino médio brasileiro ou ao ensino secundário português. Já na Islândia, o ensino médio tem caraterísticas semelhantes ao antigo ensino médio de Portugal, consistindo numa formação intermediária entre o ensino secundário e o ensino superior.